# The Triumph of Sherlock Holmes
Pour plus de détails, voir Fiche technique et Distribution.
The Triumph of Sherlock Holmes est un film britannique de Leslie S. Hiscott, sorti en 1935.

## Synopsis
Sherlock Holmes est confronté à son ennemi juré, le professeur Moriarty, dans une affaire de vengeance qui cache les activités d'une société secrète américaine. 

## Fiche technique
- Titre original : The Triumph of Sherlock Holmes
- Réalisation : Leslie S. Hiscott
- Scénario : H. Fowler Mear et Cyril Twyford, d'après le roman "La Vallée de la peur" d'Arthur Conan Doyle
- Direction artistique : James Carter
- Photographie : Billy Luff
- Son : Baynham Honri
- Montage : Ralph Kemplen
- Production : Julius Hagen
- Société de production : Twickenham Film Studios Productions
- Société de distribution : Gaumont British Distributors
- Pays de production :  Royaume-Uni
- Langue originale : anglais
- Format : noir et blanc — 35 mm — 1,37:1 — son Mono (Visatone Sound System)
- Genre : Film policier
- Durée : 84 minutes (75 minutes aux États-Unis)
- Date de sortie :
  - Royaume-Uni : février 1935

## Distribution
- Arthur Wontner : Sherlock Holmes
- Lyn Harding : Professeur Moriarty
- Leslie Perrins : John Douglas
- Jane Carr : Ettie Douglas
- Ian Fleming : Docteur Watson
- Charles Mortimer : Inspecteur Lestrade
- Minnie Rayner : Mrs Hudson
- Michael Shepley : Cecil Barker
- Ben Welden : Ted Balding
- Roy Emerton : Boss McGinty
- Conway Dixon : Ames
- Wilfrid Caithness : Colonel Sebastian Moran
- Edmund D'Alby : Capitaine Marvin
- Ernest Lynds : Jacob Shafter